# Tuyến Agatsuma
Tuyến Agatsuma (吾妻線 Agatsuma-sen) là một tuyến đường sắt địa phương ở Gunma và là một phần của mạng lưới Đông Nhật Bản (JR East). Nằm gần sông Agatsuma, tuyến đường này dài 55.6 km, kết nối ga Shibukawa với ga Ōmae.